# 尼泊尔风毛菊
尼泊尔风毛菊（学名：Saussurea nepalensis），为菊科风毛菊属下的一个植物种。其种加词“nepalensis”意为“尼泊尔的”。
现接受名为尼泊尔风毛菊（Saussurea eriostemon Wall. ex C.B.Clarke, 1876）。